# Pius XII
Pius XII (łac. Pius PP. XII; właśc. Eugenio Maria Giuseppe Giovanni Pacelli; ur. 2 marca 1876 w Rzymie, zm. 9 października 1958 w Castel Gandolfo) – włoski duchowny rzymskokatolicki, 260. papież i 2. Suweren Państwa Watykańskiego od 2 marca 1939 do 9 października 1958. Czcigodny Sługa Boży Kościoła katolickiego.
Nuncjusz apostolski w Bawarii w latach 1917–1925, nuncjusz apostolski w Niemczech w latach 1920–1929, sekretarz stanu Stolicy Apostolskiej w latach 1930–1939, kamerling w latach 1935–1939. Jako papież w latach 1944–1958 pełnił obowiązki sekretarza stanu Stolicy Apostolskiej. Ogłosił dogmat o Wniebowzięciu Najświętszej Maryi Panny.

## Życiorys

### Dzieciństwo i kapłaństwo
Urodził się w rodzinie adwokata konsystorii. Pochodził ze szlachty związanej z Watykanem. Był synem Filippa Pacelli i Virginii Graziosi.
Po ukończeniu katolickiej szkoły powszechnej u Sióstr Bożej Opatrzności uczył się w gimnazjum świeckim. Od dzieciństwa wykazywał zamiłowanie do języków, zwłaszcza łaciny, oraz antyku i muzyki. Był ministrantem w kościele Chiesa Nuova, a jego ulubioną zabawą było odprawianie udawanych mszy. W 1894 r. uzyskał maturę w Liceum Visconti i wstąpił do seminarium duchownego. W Collegium Capranica studiował filozofię oraz matematykę i grekę. W 1895 r. przeniósł się do rzymskiego Seminarium św. Apolinarego, a na Uniwersytecie Rzymskim uczęszczał na wykłady z literatury i historii. Od 1899 r. kontynuował studia prawnicze na Gregorianum. Święcenia kapłańskie otrzymał 2 kwietnia 1899. W 1902 r. uzyskał stopień doktora obojga praw. Odbył praktykę w Sekretariacie Stanu, a od 1903 r. był minutantem. W 1905 r. został prałatem domowym i rozpoczął współpracę z Pietrem Gasparrim – późniejszym sekretarzem stanu. W 1911 r. objął stanowisko podsekretarza, w 1912 r. prosekretarza, a w 1914 r. sekretarza Kongregacji ds. Kościoła. Pacelli negocjował konkordat z Serbią, podpisany bezpośrednio przed I wojną światową. Jego podpisanie wywołało poruszenie i sprzeciw w Austro-Węgrzech, które dotychczas miały zwierzchnictwo nad Kościołem serbskim.

### Biskupstwo i służba dyplomatyczna

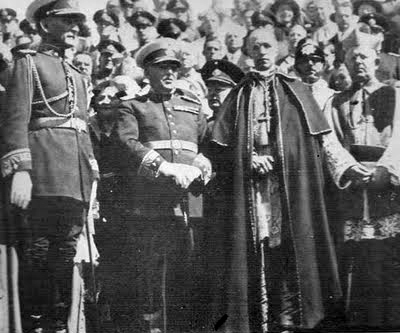
Kardynał Pacelli podczas oficjalnej wizyty dyplomatycznej w Argentynie, rok 1934.

3 kwietnia 1917 papież Benedykt XV mianował go nuncjuszem w Monachium w Bawarii, a następnie 13 maja 1917 konsekrował go na arcybiskupa tytularnego Sardes. Jego podróż do Monachium zwróciła uwagę komentatorów ze względu na luksusy jakich zażądał podczas podróży. Nuncjaturę w Monachium, w pałacu przy Brennerstraße, znajdującym się naprzeciwko (późniejszego) Brunatnego Domu, objął 25 maja 1917. W następnych latach zaprzyjaźnił się z mieszkającym wtedy w Monachium Dietrichem von Hildebrandem i jego żoną Małgorzatą. Ze spotkań tych Hildebrand wyniósł obraz Pacellego jako męża wielkiego formatu, cechującego się intensywną duchowością.
W 1920 roku Eugenio Pacelli otrzymał nominację na nuncjusza w Berlinie. 16 grudnia 1929 został kreowany kardynałem, a 9 lutego 1930 roku został sekretarzem stanu.
W 1933 roku przyczynił się do podpisania konkordatu z III Rzeszą. Negocjował go z Adolfem Hitlerem. Traktat ten pozwalał uzyskać status prawny dla działalności niemieckich katolików w III Rzeszy. Zapewnił on ochronę prawną dla katolickich szkół i duchownych, jednak w rzeczywistości katolickie instytucje były wciąż represjonowane, jak świadczą o tym interwencje u władz hitlerowskich przewodniczącego episkopatu niemieckiego, kardynała Adolfa Bertrama. W warunkach wzrastającego terroru organizacje i gazety katolickie nie mogły prowadzić dalej normalnej działalności społecznej i politycznej. Wahania wobec podpisania konkordatu oraz jego nikłe owoce opisał w wydanej parę lat później w 1937 r. encyklice „Mit brennender Sorge” Pius XI: Gdy, Czcigodni Bracia, w lecie 1933 roku, uwzględniając inicjatywę rządu Rzeszy, poleciliśmy wznowić pertraktacje konkordatowe (...) Pomimo wielu poważnych wątpliwości powzięliśmy jednak wtedy decyzję, by swej zgody nie odmówić. Część episkopatu Niemiec przyjęła konkordat z dużą aprobatą jako narzędzie ochrony prawnej instytucji katolickich przed szykanami ze strony nowych władz. Niektórzy biskupi, jak kardynał Michael von Faulhaber z Monachium czy Adolf Bertram z Wrocławia napisali listy dziękczynne do Hitlera, które dziś budzą duże wątpliwości. Można to uznać też po części za przejaw wrodzonego niemieckiego patriotyzmu, któremu ulegali nawet ludzie będący w opozycji do narodowego socjalizmu. Sam Führer starał się wykorzystać konkordat, stwierdził w przemówieniu do Reichstagu, że „należy to uznać za wielkie osiągnięcie”, bowiem konkordat „stworzył podstawy zaufania, szczególnie istotne w nasilającej się walce z międzynarodowym żydostwem”.
20 listopada 1938 r. – trzy tygodnie po nocy kryształowej – Pacelli wystąpił do ponad 60 przedstawicieli Kościoła na całym świecie z prośbą o pomoc w uzyskaniu ponad 200 tys. wiz dla „niearyjskich katolików” i „żydowskich konwertytów na chrześcijaństwo”, którym groziły represje a których większość była praktykującymi żydami. Kościół niemiecki miał prawo zapewnienia szczególnej ochrony dla konwertytów na mocy konkordatu z 1933 r.

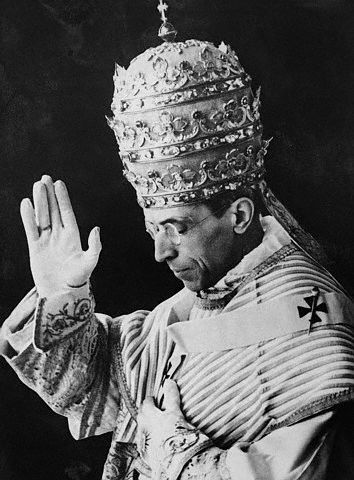
Papież Pius XII koronowany tiarą (12 marca 1939 roku)

Podczas swojej działalności dyplomatycznej w latach 30., składał wizyty w wielu krajach, m.in. w Argentynie, Stanach Zjednoczonych, Francji i Wielkiej Brytanii. Od 1 kwietnia 1935 r. do momentu elekcji był także kamerlingiem Świętego Kościoła Rzymskiego. Był także archiprezbiterem bazyliki watykańskiej, prefektem Fabryki Świętego Piotra oraz kamerlingiem Świętego Kolegium Kardynałów.
Był członkiem następujących dykasterii w Kurii Rzymskiej: Świętego Oficjum, Kongregacji Konsystorialnej, Kongregacji ds. Ceremoniału, Kongregacji ds. Kościołów Wschodnich, Kongregacji Rozkrzewiania Wiary, Kongregacji ds. Obrzędów i Kongregacji ds. Seminariów i Uniwersytetów.

### Wybór na papieża
Po śmierci papieża Piusa XI konklawe trwało tylko jeden dzień. W trzecim głosowaniu, kardynał Eugenio Pacelli, w dniu swoich 63. urodzin, został wybrany na papieża. Przyjął on imię Piusa XII. Po raz pierwszy w historii Kościoła katolickiego uroczystość koronacji transmitowano przez radio.

## Pontyfikat

### Sprawy zagraniczne
Pierwsze sześć lat jego pontyfikatu przypadło w okresie II wojny światowej. Jeszcze przed rozpoczęciem działań wojennych, w marcu 1939 r. Pius obrał sobie za motto „Pokój jest dziełem sprawiedliwości” i uczynił starania o utrzymanie pokoju, swoim głównym priorytetem. 5 maja wysłał pismo do Hitlera z prośbą o dochowanie starań utrzymania pokoju, lecz rząd Rzeszy zapewnił, że nie ma zagrożenia wojną. Podobną prośbę skierował do Benito Mussoliniego, ale efekt był taki sam, jak w przypadku Hitlera. Do momentu przystąpienia Duce do wojny w 1940, papież starał się zachować pełną neutralność, dzięki czemu Rzym był traktowany jako otwarte miasto. Podczas wojny nadal nawoływał o pokój, co było głównie widoczne w przemówieniach bożonarodzeniowych. Organizował także pomoc humanitarną i udzielił azylu ok. 5000 Żydom. Potępił Hitlera za jego agresję na Związek Radziecki, a kiedy Führer zajął Rzym (10 września 1943 r.), Pius udzielał azylu dla jeńców wojennych i uchodźców w Watykanie. Nigdy jednak nie zaprotestował ostro przeciwko okrucieństwu hitlerowców i represji wobec Żydów, za co był krytykowany.
Pius XII przychylnie był nastawiony do narodowo-katolickich dyktatur gen. Francisca Franco w Hiszpanii, Antonia Salazara w Portugalii oraz faszystowskiej dyktatury Ante Pavelića w Chorwacji. Pavelića osobiście przyjął na audiencji w Watykanie, 18 maja 1941 r. i udzielił mu błogosławieństwa.
Wkrótce po zakończeniu wojny przesłuchiwany w charakterze świadka przed procesami norymberskimi generał SS Karl Wolff twierdził, że istniał niemiecki plan porwania papieża. Szczegóły tego planu Wolff podał w 1972 r. na prośbę administracji Watykanu. Twierdził przy tym, że sam Hitler odstąpił od planu, obawiając się konsekwencji. Z kolei z dokumentów przebadanych przez niemieckiego jezuitę Petera Gumpela wynika, że Pius XII przygotował się na ewentualne internowanie: zdecydował, że wraz z momentem jego pojmania zrzeka się swojej funkcji, nakazując kardynałom wybranie nowego papieża i – w razie potrzeby – przeniesienie Stolicy Apostolskiej. Garry Krupp – emerytowany amerykański biznesmen i filantrop żydowskiego pochodzenia – mówi o realnym zagrożeniu życia papieża. Twierdzi, iż we wrześniu 1943 r. Hitler wydał Karlowi Wolffowi rozkaz przygotowania planu „neutralizacji papieża”. Watykan miał zostać zajęty, członkowie Kurii wymordowani, a Pius XII wywieziony do zamku w Lichtenstein, gdzie miał zostać zamordowany.
Do bardzo znaczących elementów historii Piusa XII należy zaliczyć relację przyjaźni, która wywiązała się między nim a naczelnym rabinem Rzymu Izraelem Zolli. Relacja ta została uwieńczona konwersją rabina do Kościoła katolickiego i przyjęciem na chrzcie, w dowód wdzięczności, świeckiego imienia Piusa XII – Eugenio.
Po wojnie, zawarł korzystne dla Kościoła konkordaty z Portugalią (1950) i Hiszpanią (1955).

### Sprawy religijne
1 listopada 1950 r. ogłosił w Konstytucji Apostolskiej Munificentissimus Deus dogmat o Wniebowzięciu Najświętszej Maryi Panny.
W 1951 r. rozpoczął reformę liturgii Wielkiego Tygodnia. Ujednolicił ulgi w stosowaniu postu eucharystycznego i udziału w wieczornych mszach świętych. Dopuścił do częściowego stosowania języków narodowych w liturgii Eucharystii oraz do liturgii niektórych sakramentów. Jako pierwszy papież uznał znaczenie objawień w Fatimie. Pius XII zezwolił na prowadzenie na szeroką skalę wykopalisk archeologicznych pod bazyliką św. Piotra, które miały na celu zidentyfikowanie grobu apostoła św. Piotra.
Doprowadził do otwarcia nowoczesnego centrum radiowego w Santa Maria di Galeria. Był pierwszym papieżem, który stał się znany za pośrednictwem nie tylko radia, ale i telewizji. Audiowizualnym środkom masowego przekazu poświęcił obszerną encyklikę Miranda Prorsus. Jego oficjalne wypowiedzi były, po Piśmie Świętym, najczęściej cytowanymi dokumentami w trakcie soboru watykańskiego II. Dzięki jego inicjatywie, zrealizowanej w 1965 r., powstało przeznaczone dla chłopców edukacyjno-wychowawcze Centrum ELIS w Rzymie.
Kreował 56 kardynałów na dwóch konsystorzach. Mocno ograniczył jednak włoskie wpływy w Kolegium Kardynałów, mianując wielu kardynałów spoza Włoch. Kanonizował 33 osoby, w tym Piusa X. Za jego czasów powstało niemal 400 nowych diecezji, głównie w Afryce. Nie udało mu się zapobiec licznym prześladowaniom Kościoła w Chinach i w Rosji.

### Śmierć

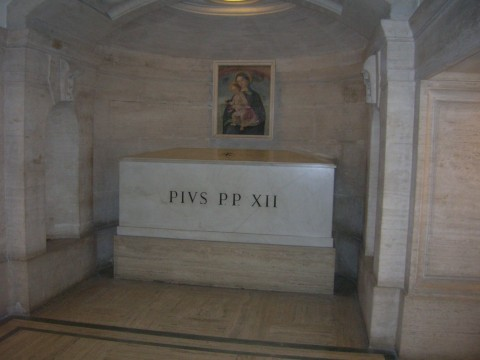
Grób Piusa XII w Grotach Watykańskich.

Pius XII zmarł 9 października 1958 r. w Castel Gandolfo z powodu ostrej niewydolności krążeniowej spowodowanej atakiem serca. W związku z jego śmiercią kilka państw ogłosiło żałobę narodową m.in. Hiszpania (10 dni), Brazylia (5 dni), Włochy (3 dni), Portugalia (3 dni) i Kuba (3 dni). Cztery dni później został pochowany w Watykanie w bazylice św. Piotra. Ponieważ od początku życia kapłańskiego był tercjarzem dominikańskim, na swoje życzenie, oraz zgodnie z tradycją zakonu, w grobie złożono go w habicie.
Jego następcą został Jan XXIII, wybrany na konklawe 28 października 1958 r.

## Proces beatyfikacyjny
Proces beatyfikacyjny Piusa rozpoczął Paweł VI 18 listopada 1965 r., pod koniec obrad II soboru watykańskiego. W maju 2007 r. Komisja kardynałów i biskupów Kongregacji Spraw Kanonizacyjnych w liczbie 13 członków jednomyślnie opowiedziała się za beatyfikacją Piusa XII.
W grudniu 2007 r. papież Benedykt XVI zadecydował o wstrzymaniu procesu beatyfikacyjnego Piusa XII, przy czym jednym z głównych powodów podano reperkusje, jakie jego beatyfikacja mogłaby mieć dla dialogu z judaizmem oraz stosunków Watykanu z Izraelem, ponieważ beatyfikacji tej usilnie i od początku sprzeciwiało się wiele środowisk żydowskich. Wynika to z interpretacji postawy Piusa XII: zdaniem części angażował on się w ratowanie Żydów od zagłady w czasie międzynarodowego konfliktu, jednak według innych opinii Pius XII miał milczeć w obliczu Holocaustu.
19 grudnia 2009 r. Benedykt XVI upoważnił Kongregację Spraw Kanonizacyjnych do wydania dekretu o heroiczności cnót Piusa XII i od tej chwili Piusowi XII przysługuje tytuł Czcigodnego Sługi Bożego.

## Encykliki
W ogłoszonej 20 października 1939 r. encyklice Summi Pontificatus Pius XII potępił rozpętanie II wojny światowej przez totalitaryzm nazistowskich Niemiec. W Mystici Corporis Christi ogłoszonej 29 czerwca 1943 r. przedstawił naturę Kościoła jako Mistycznego Ciała Chrystusa. Zaapelował w niej również o jedność chrześcijan. W encyklikach: Orientalis Ecclesiae decus i Sempiternus Rex z 8 września 1951 r. podjął tematykę święceń diakonów, kapłanów i biskupów. W wydanej 1 listopada 1950 r. konstytucji apostolskiej Munificentissimus Deus Pius XII ogłosił – dogmat o Wniebowzięciu Najświętszej Maryi Panny. Encykliką Ad coeli reginam z 11 października 1954 r. wprowadził maryjne Święto Królowej Świata. Divino afflante Spiritu z 1943 r. otworzyła pole do zmian w katolickiej biblistyce, postulując wykorzystanie języków oryginalnych w tłumaczeniach na języki narodowe, zamiast jak dotąd Wulgaty.

## Kontrowersje
Przez dekady niektóre środowiska, głównie żydowskie, zarzucały Piusowi XII brak zdecydowanych działań i głosu w obronie Żydów oraz sprzyjanie nazistom. Przylgnął do niego nawet przydomek – papież Hitlera.

### Transport rzymskich Żydów w 1943
W październiku 1943 r. Niemcy przeprowadzili łapankę w rzymskim getcie i aresztowali ponad 1000 osób. Pociąg, w którym zamknięto wszystkich, stał dwa dni na stacji w Wiecznym Mieście, zanim wyjechał do obozu zagłady Auschwitz. Nie mogło się to odbyć bez wiedzy Piusa XII, mimo to papież milczał w ciągu tych dni. Do dziś nie wyjaśniono szczegółowych okoliczności wydarzenia. Jednak według Davida D. Dalina (cytującego w swej pracy Martina Gilberta) papież tuż przed wywózką osobiście polecił otwarcie sanktuariów Watykanu dla wszystkich Żydów, którzy zdołają do nich dotrzeć. Na skutek tego działania spośród około 6800 rzymskich Żydów deportowanych zostało 1015.

### Pius XII a sprawcy Holocaustu
Rozstrzygnięcie kontrowersji wokół działań papieża w latach poprzedzających wybuch wojny i podczas jej trwania wzięła na siebie powołana w 1999 r. międzynarodowa katolicko-żydowska komisja historyczna. Wiele pytań, które postawiono dotyczyło zaniechań lub wstrzymania się od reakcji ze strony Piusa XII mimo wyraźnych sygnałów (listy i raporty) płynących do Stolicy Apostolskiej z obszaru działań wojennych.
W 1967 roku wykładowca Uniwersytetu Bar-Ilana dr Pinchas Lapide opublikował książkę „Trzej papieże i Żydzi”. Autor przypisuje papieżowi Piusowi XII kierowanie wysiłkami na rzecz uratowania setek tysięcy żydowskich istnień, stwierdzając, że Kościół katolicki za pontyfikatu Piusa XII odegrał zasadniczą rolę w uratowaniu co najmniej 700 000 lub nawet 860 000 Żydów przed śmiercią z rąk nazistów.
Pisarz i ufolog Michael Hesemann 27 stycznia 2020 w siedzibie ONZ w czasie konferencji „Pamiętać o Holokauście: udokumentowane wysiłki Kościoła katolickiego w ratowaniu istnień ludzkich” przyznał, że Pius XII swoimi działaniami uratował 947 tys. Żydów.

### Sprawa ustaszy
Lider chorwackich ustaszy, Ante Pavelić, był przyjmowany w Watykanie przez Piusa XII. 18 maja 1941 roku, w początku istnienia NDH, papież udzielił mu błogosławieństwa, nazywał go „drogim synem”, a jedyną reakcją Piusa XII były napominania go, by wprowadził w Chorwacji całkowity zakaz aborcji. Natomiast założenia Ante Pavelicia, w których wszyscy mieszkańcy Niepodległego Państwa Chorwackiego niebędący wyznawcami religii rzymskokatolickiej mieli stać się na drodze konwersji katolikami, a w przypadku niewyrażenia na nią zgody, alternatywą miała być tylko śmierć, nie zostały oficjalnie skrytykowane, choć w encyklice Mystici Corporis Christi z 1943 Pius XII potępił przymuszanie do wiary katolickiej. Także, zapewne znane papieżowi (obecność legata papieskiego w terenie, przyjmowanie na audiencji prominentnych przedstawicieli rządu ustaszy), działania członków zakonu franciszkanów na terenie NDH nie zostały też przed ani po wojnie oficjalnie skrytykowane (mimo że reżim ustaszy przestał istnieć jeszcze w czasie II wojny światowej). Kościół podejmował jedynie dyplomatyczne zabiegi niejawnego wpłynięcia na rząd ustaszy w sprawie niemoralności i ludobójstwa.